# 邁拉納
邁拉納（西班牙語：Mairana）是玻利維亞聖克魯斯省佛罗里达县的市镇，位於該國中部，距離省会聖克魯斯136公里，海拔高度1,330米，主要經濟活動有畜牧業和農業。市镇面积为755,32平方公里，2012年人口数量为10,177人。

## 位置
邁拉納位于玻利維亞東部山脈的一个长长的山谷里，海拔高度1330米。

## 地理
邁拉納西部的玻利維亞中部山脈和东部的玻利维亚低地过渡区域。由于它位于山谷里收周边山脉的保护它的气候不像附近的低地上那样闷热。
当地的年平均气温为21摄氏度。十一月到三月间的波动只有18到23摄氏度。年降雨量为750毫米，旱季在5月和6月，很弱，这段时间里的降雨量在每月30毫米以下。雨季从12月到2月，月降雨量在110到120毫米。

## 交通
邁拉納离省会圣克鲁斯西南136公里。
488公里长的玻利维亚7号公路通过邁拉納。这条公路连接圣克鲁斯和科恰班巴。

## 人口
在过去20年里当地的居民增长了三分之二：
| 年     | 居民   | 来源     |
| ------ | ------ | -------- |
| 1992年 | 3060人 | 人口普查 |
| 2001年 | 3884人 | 人口普查 |
| 2012年 | 6756人 | 人口普查 |

当地还有不少克丘亞人，邁拉納24.3%的居民说克丘亞語。